# Alexander Anatoljewitsch Ratnikow
Alexander Anatoljewitsch Ratnikow (russisch Александр Анатольевич Ратников, wiss. Transliteration Aleksandr Anatol'evič Ratnikov; * 18. August 1979 in Moskau, RSFSR, Sowjetunion) ist ein russischer Schauspieler.

## Leben
Ratnikow wurde am 18. August 1979 in Moskau geboren. 2004 machte er seinen Abschluss an der Moscow Art Theatre School und gehörte von 2006 bis 2013 zum Ensemble des Moskauer Theaterstudios. Von 2009 bis 2019 war er mit der russischen Schauspielerin Anna Georgijewna Taratorkina verheiratet. Im Dezember 2010 kam ein gemeinsamer Sohn zur Welt.
Eine erste, größere Filmrolle erhielt Ratnikow 2007 im Film Alisa, das Meermädchen. Im selben Jahr wirkte er in 12 Episoden der Fernsehserie Sluschba dowerija mit. 2013 hatte er größere Rollen als Lehrer Jegor Toloknow im Film Kicking Off – Anstoss zur 3. Halbzeit und im Fantasyfilm Dark World 2 – Equilibrium als Grischa. Von 2016 bis 2018 wirkte er in 36 Episoden der Fernsehserie Moscow Greyhound mit. Anschließend 2018 spielte er in 20 Episoden der Fernsehserie Girls Don't Give Up mit. Seit 2022 stellt er die Rolle des Wasja in der Serie Kapelnik dar.

## Filmografie (Auswahl)
- 2007: Alisa, das Meermädchen (Rusalka/Русалка)
- 2007: Sluschba dowerija (Служба доверия, Fernsehserie, 12 Episoden)
- 2008: Väter und Söhne (Otzy i deti/Отцы и дети, Fernsehserie, 4 Episoden)
- 2011: Medowaja ljubow (Медовая любовь, Fernsehserie, 4 Episoden)
- 2013: Kicking Off – Anstoss zur 3. Halbzeit (Okolofutbola/Околофутбола)
- 2013: Dark World 2 – Equilibrium (Tjomny mir: Rawnowessije/Равновесие)
- 2016–2018: Moscow Greyhound (Moskowskaja borsaja/Московская борзая, Fernsehserie, 36 Episoden)
- 2017: Salyut-7 (Salyut-7/Салют-7)
- 2018: Mädchen geben nicht auf (Dewotschki ne sdajutsja/Девочки не сдаются, Fernsehserie, 20 Episoden)
- 2018–2021: Sweta s togo sweta (Света с того света, Fernsehserie, 21 Episoden)
- seit 2022: Kapelnik (Капельник, Fernsehserie)